# پورکپاین پلین
پورکپاین پلین (به انگلیسی: Porcupine Plain) یک منطقهٔ مسکونی در کانادا است که در ساسکاچوان واقع شده‌است. پورکپاین پلین ۲٫۲۷ کیلومتر مربع مساحت و ۸۵۵ نفر جمعیت دارد.